# Atividade enzimática

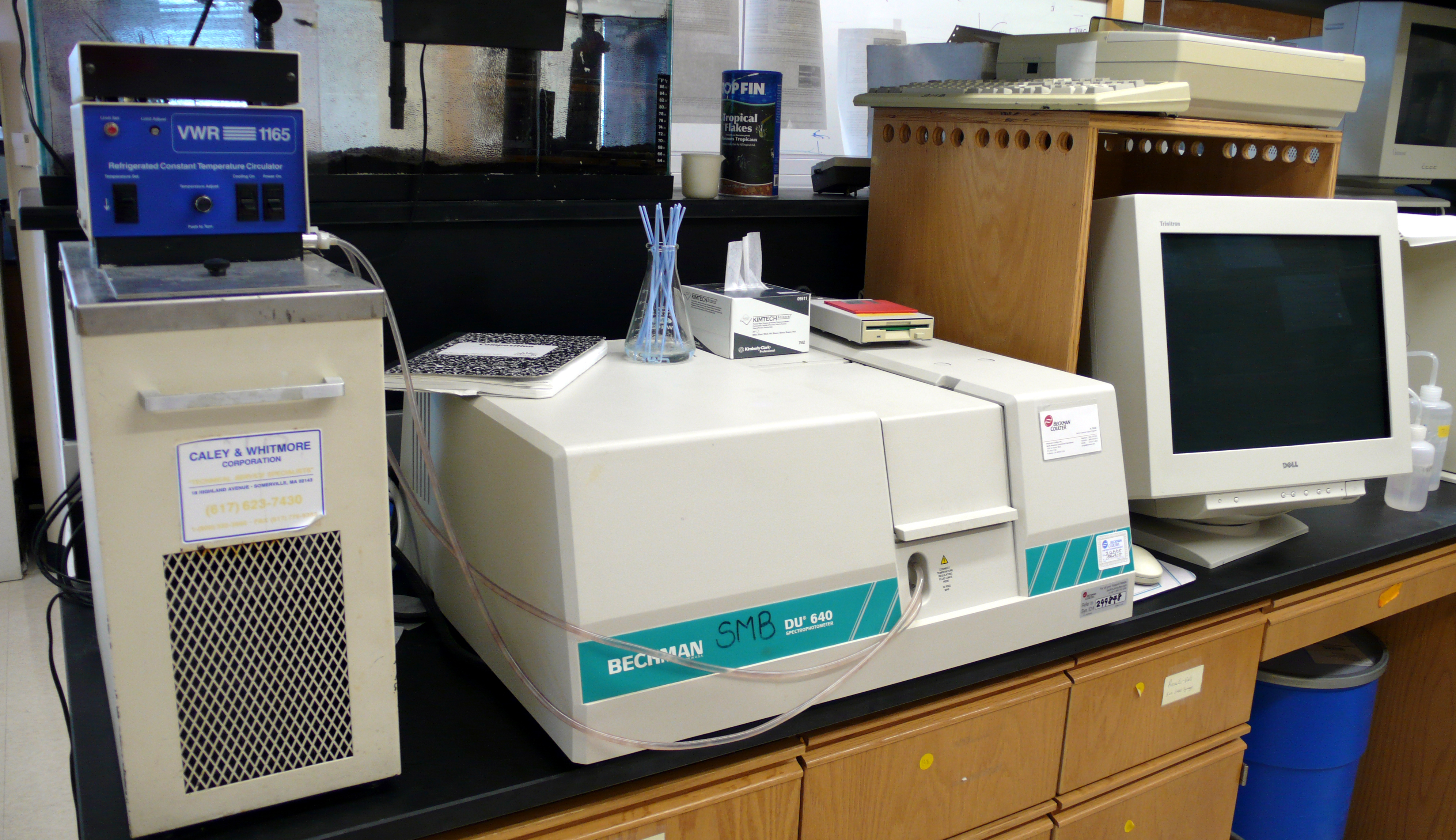
Espectrofotômetro UV/Vis Beckman DU640

Ensaios enzimáticos são métodos laboratoriais para medir a atividade enzimática. São vitais para o estudo da cinética enzimática e da inibição enzimática. São predominantemente realizados por pesquisadores para identificar a presença ou quantidade de uma enzima específica num organismo, tecido ou amostra. Exemplos de tais enzimas incluem α-amilase, catalase, lacase, peroxidase, lisozima e enzimas fosfatase alcalina e luciferase. Diversos reagentes e metodologias estão amplamente disponíveis, o que permite a investigação de interações específicas enzima-substrato.
A actividade enzimática é uma medida da quantidade de enzima activa presente e, por isso, depende de várias condições físicas, que devem ser especificadas.
É calculado através da seguinte fórmula:
{\displaystyle \mathrm {a} =\mathrm {n} _{\text{t}}=\mathrm {r} \times \mathrm {V} }
onde
{\displaystyle \mathrm {a} } = Atividade enzimática
{\displaystyle \mathrm {n} _{\text{t}}} = Mols de substrato convertidos por unidade de tempo
{\displaystyle \mathrm {r} } = Velocidade da reacção
{\displaystyle \mathrm {V} } = Volume de reacção
A unidade do SI é o katal, 1 katal = 1 mol s−1 (mol por segundo), mas esta é uma unidade excessivamente grande. Um valor mais prático e mais utilizado é unidade enzimática (U) = 1 μmol min−1 (micromol por minuto). 1 U corresponde a 16,67 nanokatals.